# Lafayette Leake
Pour les articles homonymes, voir Leake.
Lafayette Leake (1er juin 1919 - 14 août 1990) est un pianiste, organiste, chanteur et compositeur de blues, de rock 'n' roll et de jazz américain, musicien de studio pour Chess Records et membre du Big Three Trio de Willie Dixon, pendant les années de formation du Chicago blues. Il joue du piano sur de nombreux enregistrements de Chuck Berry, entre autres.

## Biographie
Fils de William S. et Savannah Leake, Elis Leake naît à Winona, dans le Missouri, en 1919. Les informations sur ses premières années sont rares, mais au début des années 1950, il rejoint le Big Three Trio (en remplacement de Leonard Caston) et commence son association avec Chess Records, où il travaille en étroite collaboration avec le bassiste, producteur et auteur-compositeur Willie Dixon.
Leake joue du piano sur One Dozen Berrys, le deuxième album de Chuck Berry, sorti en 1958 par Chess. Il participe aussi à Chuck Berry Is on Top ; Leake (et non Johnnie Johnson, le coéquipier de longue date de Berry) joue les parties de piano principales sur la version originale du classique Johnny B. Goode, ainsi que sur Rock and Roll Music. Il joue encore sur de nombreuses autres sessions de Chess des années 1950 aux années 1970, soutenant de nombreux musiciens, dont Sonny Boy Williamson, Otis Rush, Bo Diddley, Howlin' Wolf, John Lee Hooker, Junior Wells, Magic Sam et Little Walter. On peut l'entendre dans des classiques comme Help Me ou I Can't Quit You Baby. Leake donne au musicien de Chicago blues Harmonica Hinds sa première leçon d'harmonica dans la rue à Toronto, en Ontario.
Au cours des années 1960, Willie Dixon forme les Chicago Blues All-Stars, avec Leake comme pianiste résident. Leake tourne et enregistre avec ce groupe jusqu'au milieu des années 1970. Dans les années 1970, il enregistre quelques morceaux en France son propre nom chez Black and Blue, et sort l'album Feel So Blue en 1978 pour le label. Après cela, il fait peu d'enregistrements ou de tournées, bien qu'il apparaisse avec Berry au Chicago Blues Festival en 1986, et participe à l'enregistrement de l'album Hidden Charms de Dixon en 1988.
En plus d'être un interprète respecté, Leake est aussi compositeur. Il enregistre un certain nombre de ses propres chansons en tant que membre de divers ensembles, et d'autres sont reprises par des musiciens notables. Le groupe Fleetwood Mac, par exemple, enregistre Love That Woman à ses débuts, chanson incorporée sur son album The Original Fleetwood Mac en 1971. La chanson Wrinkles de Leake, interprétée par le Big Three Trio, est présente dans le film Sailor et Lula de David Lynch en 1990. Le groupe de blues Slo Leak est nommé d'après l'une des pièces instrumentales de Leake.
Lafayette Leake tombe dans un coma diabétique chez lui à Chicago, restant plusieurs jours sans être découvert avant d'être emmené à l'Hôpital du Cook County, où il meurt le 14 août 1990.
Selon Charles « Barrelhouse Chuck » Goering, Leake est un musicien recherché pour sa rapidité d'adaptation à différents styles, aussi bien dans des rocks endiablés comme Johnny B. Goode que dans des blues plus lents (Slow Leake) ou proches du jazz (Wrinkles). Il s'illustre également dans le style boogie-woogie « barrelhouse ». Sa faculté à créer, dès le premier essai, des effets apparemment impossibles, conduit Dixon à qualifier ses capacités au piano de « miraculeuses ».
Le 25 juin 2019, le New York Times Magazine répertorie Lafayette Leake parmi des centaines d'artistes dont le matériel aurait été détruit dans l'incendie d'Universal de 2008.

## Principaux enregistrements
Album solo
- Might is Right! (1960) Yambo Records/Weis
- Feel So Blue (1978) Black & Blue (France), réédité sous le titre Easy Blues (2002)

Avec Chuck Berry
- One Dozen Berrys (Chess, 1958)
- Chuck Berry Is on Top (Chess, 1959)
- Chuck Berry on Stage (Chess, 1963)
- St. Louis to Liverpool (Chess, 1964)
- Back Home (Chess, 1970)

Avec Bo Diddley
- Hey! Good Lookin' (Checker, 1965)

Avec John Lee Hooker
- The Real Folk Blues (Chess, 1966)
- More Real Folk Blues: The Missing Album (Chess, 1966 [1991])

Avec Howlin 'Wolf
- The Real Folk Blues (Chess, 1956-64 [1965])

Avec Magic Sam
- Black Magic (Delmark, 1968)
- The Magic Sam Legacy (Delmark, 1968 [1989])

Avec Sonny Boy Williamson
- The Real Folk Blues (Chess, 1947-64 [1966])

Avec Willie Dixon
- I Am the Blues (Columbia, 1970)
- Hidden Charms (Bug, 1988)